# Лука Джустолізі
Лука Джустолізі (італ. Luca Giustolisi, 13 березня 1970 — 14 вересня 2023) — італійський ватерполіст.
Бронзовий призер Олімпійських Ігор 1996 року.
Бронзовий призер літньої Універсіади 1993 року.